# Вихор (Дніпропетровськ)
Вихор  — український футбольний клуб, який представляв місто Дніпропетровськ.

## Історія
Заснований 1968 року в Дніпропетровську на базі іншого місцевого клубу, «Авангарду». З моменту створення команда виступала в розігршах чемпіонату та кубку Дніпропетровської області. У 1975 році стартував у кубку УРСР, де в фіналі обіграв смілянський «Локомотив». Потім продовжував виступати в обласних змаганнях, допоки не був розформований.

## Досягнення
- Кубок УРСР серед аматорів
  -  Володар (1): 1975

- Чемпіонат Дніпропетровської області
  -  Чемпіон (3): 1974, 1980, 1981
  -  Срібний призер (2): 1977, 1983
  -  Бронзовий призер (2): 1970, 1982

- Кубок Дніпропетровської області
  -  Володар (3): 1975, 1976, 1979
  -  Фіналіст (3): 1971, 1977, 1980

## Відомі гравці
- Євген Баришніков